# Улица Пушкина (Нижний Новгород)
Улица Пушкина — улица в Советском районе Нижнего Новгорода. Проходит от улицы Белинского до улицы Бекетова.
Улица является одной из границ Бугровского кладбища.

## История
Бывшая Переплетчиковская (по имени нижегородского купца Ф. П. Переплётчикова) улица.
Современное название улицы в честь великого русского поэта А. С. Пушкина (1799—1837). Александр Сергеевич заезжал в город в сентябре 1833 года, собирая материалы по истории Пугачёвского бунта.
Улица проложена параллельно Большому Арзамасскому тракту (современный проспект Гагарина).
Ещё в XIX веке район улицы представлял собой южную окраину города, границей которого была улица Напольная (с 1911 года улица Белинского), здесь находилась городская выгонная земля, с 1839 года располагались государственные винные склады (современный завод/торговый центр «Старт») и частные кирпичные заводы.
Район улицы стал застраиваться с начала XX века. Ещё в 1881 году за Напольной улицей были спроектированы два ряда кварталов для будущей застройки — всего 25 новых улиц до современной улицы Генкиной. К 100-летию со дня рождения А. С. Пушкина проектировался Пушкинский сад, первоначально доходивший до улицы. В 1916 году нижегородские старообрядцы к северу от уже существовавшего Бугровского скита обустроили своё кладбище (ныне — Красное кладбище), после 1917 года оно стало общегородским и сейчас является старейшим действующим кладбищем Нижнего Новгорода.
При советской власти район развивался как промышленный. В 1941 году из Москвы в Нижний Новгород был эвакуирован завод «Спартак», отстроенный после окончания войны заново на площадях между улицей и современным проспектом Гагарина, он стал предприятием «Гидромаш». В 1959 году был основан опытно-экспериментальный завод Министерства пищевой промышленности РСФСР

## Достопримечательности
- д. 9 — Пожарное депо (1939)

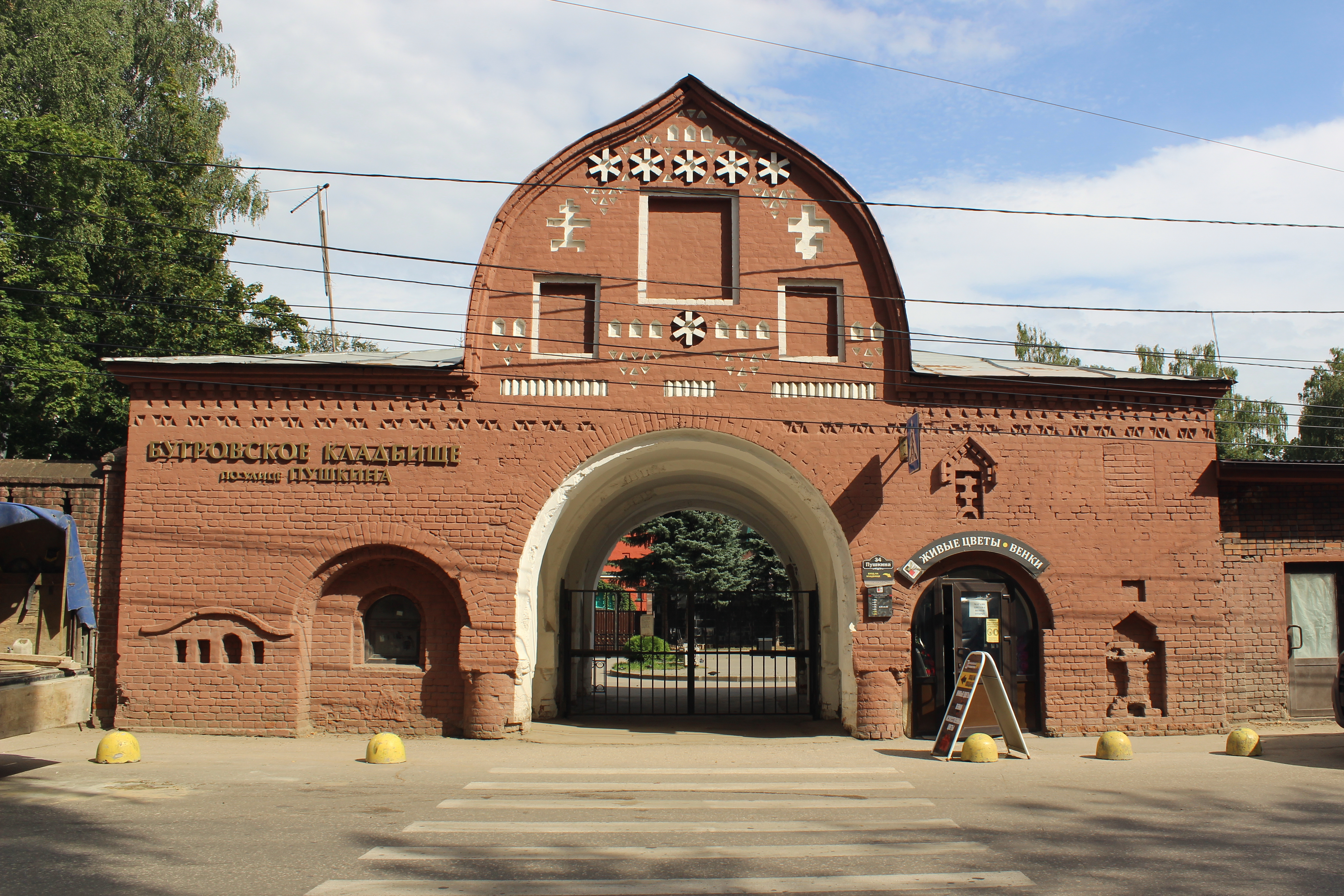
Ворота Красного (Бугровского) кладбища

- д. 34 — Дом причта Собора Успения Пресвятой Богородицы
- д. 34А — Собор Успения Пресвятой Богородицы на Бугровском кладбище
- Бугровский скит[8]